# Troll (Középfölde)
A J. R. R. Tolkien által alkotott fiktív Középfölde-univerzumban a trollok hatalmas, fányi méretű, óriási erejű, de gyenge értelmi képességekkel rendelkező, emberalkatú (humanoid) lények. Míg a skandináv mitológia szerint a trollok különleges képességekkel rendelkező mágikus lények voltak, Tolkien műveiben gonosz, ostoba teremtmények. Nagyon műveletlenek, de ahhoz elég értelmesek, hogy nyelvet tudjanak beszélni. A Gyűrűk Ura tanúsága szerint a trollokat Morgoth, az első Sötét Úr teremtette a fapásztor entek megcsúfolására.

## Trollok Tolkien műveiben
A hobbitban a trollok nagyon erős Cockney akcentussal (egy londoni angol nyelvváltozattal) beszélnek. Kővé változnak, ha napfény éri őket, és szívesen esznek húst (például bárányhúst, hobbitokat és törpöket), valamint a sört is nagyon szeretik. Bár ijesztőek, A hobbitban komikus szereplők. Rendes nevük is van: Tom (Tóni), Bert (Berci), és William (Bill) Huggins (Öles Vili) (ő az egyetlen, akinek vezetékneve is van).
A bukott vala és első Sötét Úr, Morgoth teremtette az első trollokat az Első kor előtt. Erősek és gonoszak, de nagyon ostobák voltak. Néhány troll súlyos gyengepontja volt, hogy napfényben kővé váltak. Senki sem tudta, hogy volt képes Morgoth tenyészteni őket, bár Szilszakáll állítása szerint a trollokat az entek mintájára készítette, akárcsak az orkokat a tündék mintájára, bár nem feltétlenül valódi entek felhasználásával. Azonban valószínű, hogy Középfölde egy másik fajának romlott változatai a trollok, mert sem Morgoth, sem pedig Szauron nem férhetett hozzá a Titkos Tűzhöz, ezáltal nem volt teremtő erejük; csak azt tudták megrontani, ami már volt. Utal arra A hobbit és A Gyűrűk Ura is, hogy a napfény visszaváltoztatja őket kővé, amiből lettek.
Beleriand háborúi során Gothmog, a balrogok vezére egy trollokból álló testőrséggel rendelkezett. Miközben az utolsó támadást vezényelte, hogy megóvja Turgont és Gondolin királyságának titkosságát, Húrin, a nagy harcos szembenézett velük, és Morgoth hangsúlyos parancsa miatt, miszerint élve kell Húrint elkapni, sikerült megölnie a trollokat. Azonban romlott vérük megolvasztotta a fejszéjét, ezért az özönlő orkok meg tudták kötözni. Ezzel ért véget a Nirnaeth Arnoediad, a Megszámlálhatatlan Könnyek csatája, ahol látszólag sikerült legyőznie a tündék, emberek és törpök egyesített seregeit.
Számtalan troll pusztult el az Izzó Harag Háborújában, de néhány életben maradt és Szauron, Morgoth leghatalmasabb élő szolgájának szolgálatába állt. A Másodkorban és a Harmadkorban a trollok Szauron legveszélyesebb harcosai közé tartoztak.

### Troll-fajták
Tolkien jó néhány fogalmat használt a trollok fajáira, és ezek jelentése néha fedi egymást.
- Kő-trollnak azokat a trollokat neveztük, akik a napfény hatására kővé dermedtek, mint például A hobbit trolljai. Tudtak beszélni, de a nyugori egy igénytelen változatát használták (ezt Tolkien a "Cockney angol" használatával adja vissza a regényben).
- Domb-trollok ölték meg Aradort, az északi Kószák vezérét, Aragorn nagyapját.[2] Tolkien az északi régió trolljait, A hobbit trolljait is beleértve, domb-trolloknak nevezi, vagyis a domb-troll a kő-troll alcsoportja vagy azzal megegyező fogalom is lehet. Ezzel azonban ellentmond az a tény, hogy a Nyugat Hadserege olyan "domb-trollokkal" küzdött Gorgorothon, a Fekete Kapunál amik tudtak mozogni a napfényben. Ez azt jelenti, hogy azok a domb-trollok inkább olog-hai trollok voltak, mint kő-trollok.
- Barlangi trollokkal Móriában találkozhattunk. Sötétzöld pikkelyek borítják és fekete a vérük. A bőrük olyan vastag, hogy amikor Boromir rácsapott kardjával az egyik troll karjára, az kicsorbult és egy karcolást sem ejtett a trollon. Azonban Zsákos Frodó képes volt varázslatos kardját, Fullánkot beleszúrni ugyanennek a trollnak a "lábfejtelen" lábába.[3]
- Tolkien egyszer említést tesz hegyi trollokról, amikor Gronddal, a hatalmas faltörő kossal betörik Minas Tirith kapuját. A nevükből következik, hogy általában hegyekben élnek, és lehetséges, hogy azért ők használják Grondot, mert troll-viszonylatban is különösen erősek lehetnek.[4]
- Hó-trollokról csak Pörölykezű Helm-mel kapcsolatban esik szó. Amikor Helm a Hosszú Tél során fehérbe öltözve oda akart osonni ellenségeihez, hogy megölje őket, úgy nézett ki, mint egy hó-troll. Emiatt úgy néz ki, ezek a trollok fehér színűek és hideg éghajlaton élnek, de ezen kívül semmit sem tudni róluk.[5]
- Az olog-hai erős, mozgékony, ádáz és ravasz faj. Szauron hozta létre ezt az uruk-hai-hoz hasonló troll-fajtát. Az ilyen trollok képesek ellenállni a napfénynek, amíg Szauron hatása alatt állnak. Ritkán beszélnek, és akkor is kizárólag a Fekete beszédet használják. Az olog-hai a Fekete beszéd szava, jelentése "troll-nép" (olog egyes számú szó, jelentése "troll"). Ravaszságuk miatt sokan óriás orkoknak hiszik ezt a fajt, nem pedig trollnak. A Harmadkor vége táján jelentek meg, és Dol Guldur környékén, illetve Mordor hegységei körül éltek.[6] A morannoni csatában olyan "domb-trollok" jelentek meg, amikről A Gyűrűk Ura egyik függeléke azt sugallja, hogy olog-hai trollok (a történetben egyszer sem jelenik meg ez a fogalom). Ezek a trollok magasabbak és szélesebbek voltak az embereknél, és bőrüket vagy páncéljukat tüskés pikkelyek borították. Vérük fekete volt. Tuk Peregrin végzett a morannoni csata trolljainak vezérével; az Egy Gyűrű pusztulása és Szauron bukása után pedig az életben maradt trollok elvesztették tudatukat, és szétszóródtak.[7]

A Pelennor mezei csata közben utalás történik "emberszerű féltrollokról", más néven troll-emberekről, de az tisztázatlan, hogy ezeknek az embereknek valóban vannak trollok az őseik között, vagy egyszerűen csak hasonlóak voltak hozzájuk (néhány olvasó szerint az első lehetőséget támasztja alá a két, ehhez hasonló és felcserélhető, fogalom, az "ork-ember" és a "fél-ork". Ez a két kifejezés Szarumán hibrid orkjaira utal).